# 邁爾嶺
72°11′S 2°22′E / 72.183°S 2.367°E

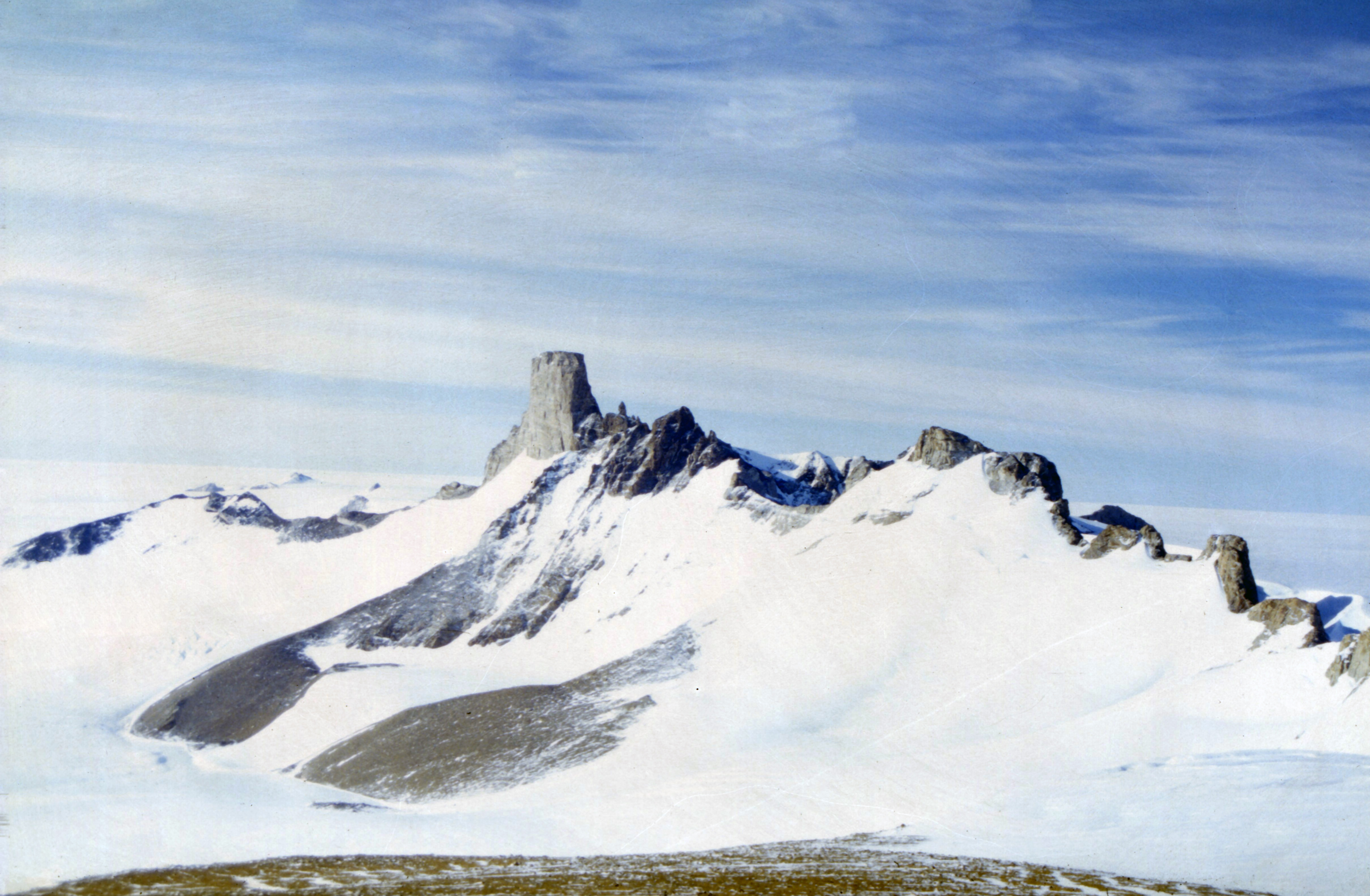

邁爾嶺是南極洲的山嶺，位於東部南極洲的毛德皇后地，是耶爾斯維克山脈的西南端，其中包括努普斯卡門嶺以及埃森山。